# Sander Sagosen
Sander Sagosen (Stavanger, 14 settembre 1995) è un pallamanista norvegese, centrale dell'Aalborg e della nazionale norvegese.

## Palmares

### Club

#### Competizioni nazionali
- REMA 1000-liga: 2

Haslum: 2013-14
Kolstad: 2023-24
- Håndboldligaen: 1

Aalborg: 2016-17
- Division 1: 3

PSG: 2017-18, 2018-19, 2019-20
- Coupe de France: 1

PSG: 2017-2018
- Coupe de la Ligue: 1

PSG: 2017-2018
- Trophée des Champions: 1

PSG: 2018-19
- Handball-Bundesliga: 2

Kiel: 2020-21, 2022-23
- DHB-Superpokal: 1

Kiel: 2020
- DHB-Cup: 1

Kiel: 2021-22
- Coppa di Norvegia: 1

Kolstad: 2023-24

#### Competizioni internazionali
- EHF Champions League: 1

Kiel: 2019-20

### Nazionale
- Mondiali:
  - : 2017, 2019

- Europei: 
  - : 2020

### Individuali
- Handball-Planet – Best World Handball Player: 2018[1]
- Miglior terzino sinistro dei Mondiali: 2017[2], 2019
- Miglior centrale degli Europei: 2016[3], 2018
- Miglior centrale dell'EHF Champions League: 2018
- Capocannoniere della Håndboldligaen: 2017
- Miglior giovane 2014/2015 (per Handball-Planet.com)[4]
- Miglior giovane 2015/2016 (per Handball-Planet.com)[5][6]
- Miglior giovane 2016/2017 (per Handball-Planet.com)[7]